# 8월의 신데렐라 나인
8월의 신데렐라 나인(일본어: 八月のシンデレラナイン, Cinderella Nine)은 아카츠키와 가도카와가 배급한 iOS와 안드로이드용 부분 유료화 모바일 비디오 게임이다. 2017년 6월 27일에 일본에서 출시되었다. Bkub Okawa의 네 컷 만화 희극 스핀오프 일본 만화 시리즈 "하치나이 외전 전력외! 카타토짱"(ハチナイ外伝 戦力外！カタトちゃん)과 소설작 "8월의 신데렐라 나인 ～before summer～"(八月のシンデレラナイン ～before summer～)은 이 게임의 공식 웹사이트에서 연재되고 있다. 4편의 오리지널 넷 애니메이션 각색판 "카타토 THE 애니메이션"(カタトTHEアニメーション)은 2017년 5월~6월 사이 스트리밍되었으며 일본의 애니메이션 텔레비전 시리즈 각색판은 TMS 엔터테인먼트를 통해 2019년 4월 7일부터 7월 7일까지 방영되었다.